# Eskild Dohn
Eskild Dohn (født 26. januar 1970 i Viborg) er en dansk multiinstrumentalist og sanger. der bl.a. har været en del af Lars Lilholt Band. Han har ingen musikalsk uddannelse, men er cand.mag. i litteraturhistorie, eksakte videnskabers historie og nordisk sprog og litteratur  
Eskild Dohn behersker en lang række instrumenter – herunder bl.a. trompet, flygelhorn, sousafon, tuba, saxofon, guitar, bas, mandolin, tværfløjte, violin, bouzouki og sitar.
Han har udgivet to rockalbums i eget navn: “Sange for voksne” (2015) og “Reformationen rocker” (2017).
Desuden har han optrådt og indspillet med en lang række bands og artister, bl.a. Sigurd Barrett, Julie Berthelsen, Bruce Guthro (Runrig), Lars Muhl, Laura Mo, Jette Torp, Harvest Moon, Inside the Whale, Sticks and Fire, Søren Sko, Lis Sørensen og Lars Lilholt Band. Han har desuden skrevet musik til en lang række teaterforestillinger, tv-dokumentar udsendelser samt P4’s karrierekanonen med numrene Som En Skygge og Hvis Du Vil Ha' Mig Tilbage.
Blandt de projekter han medvirker i kan nævnes:
- Lars Lilholt Band
- Sigurd Barrets Cigar Show
- De Syngende Lussinger
- Swinging Sinatra
- Bruce Guthro (Runrig)
- Søren Sko
- Ivan Pedersen
- Inside The Whale
- Harvest Moon
- Annette Bjergfeldt